# Aminobacterium mobile
Aminobacterium mobile é uma bactéria Gram-negativa, anaeróbia, mesofílica, não formadora de esporos e móvel do gênero Aminobacterium, que foi isolada da lagoa anaeróbia de uma estação de tratamento de águas residuais de laticínios na Colômbia. Diferente do Aminobacterium colombiense, o Aminobacterium mobile tem um conteúdo de DNA GC ligeiramente mais baixo (44% molar vs 46% molar). Aminobacterium mobile é móvel e fermenta a serina em acetato e alanina. Aminobacterium mobile é heterotrófica e assarolítica. Seus efeitos adversos em animais e humanos ainda não são conhecidos, mas devido à capacidade do Aminobacterium mobile de degradar aminoácidos e peptídeos, a possibilidade de efeitos prejudiciais não pode ser excluída.